# Donnery
 Donnery  ist eine französische Gemeinde mit 2833 Einwohnern (Stand 1. Januar 2022) im Département Loiret in der Region Centre-Val de Loire. Sie gehört zum Arrondissement Orléans und zum Kanton Châteauneuf-sur-Loire.

## Geographie
Die Gemeinde liegt rund 15 Kilometer östlich von Orléans im Tal der Loire. Nachbargemeinden sind:
- Traînou im Norden,
- Fay-aux-Loges im Osten,
- Saint-Denis-de-l’Hôtel im Süden und
- Mardié im Westen.

Durch das Gemeindegebiet verläuft die autobahnähnlich ausgebaute Départementsstraße D2060, die von Châteauneuf-sur-Loire nach Orléans führt und als Zubringer zur Autobahn A10 dient.

## Bevölkerungsentwicklung
| Jahr      | 1968 | 1975 | 1982 | 1990 | 1999 | 2006 | 2018 |
| Einwohner | 651  | 805  | 1961 | 2054 | 2022 | 2287 | 2861 |

## Sehenswürdigkeiten
- Kirche Saint-Étienne aus dem 13. Jahrhundert, Monument historique[1]

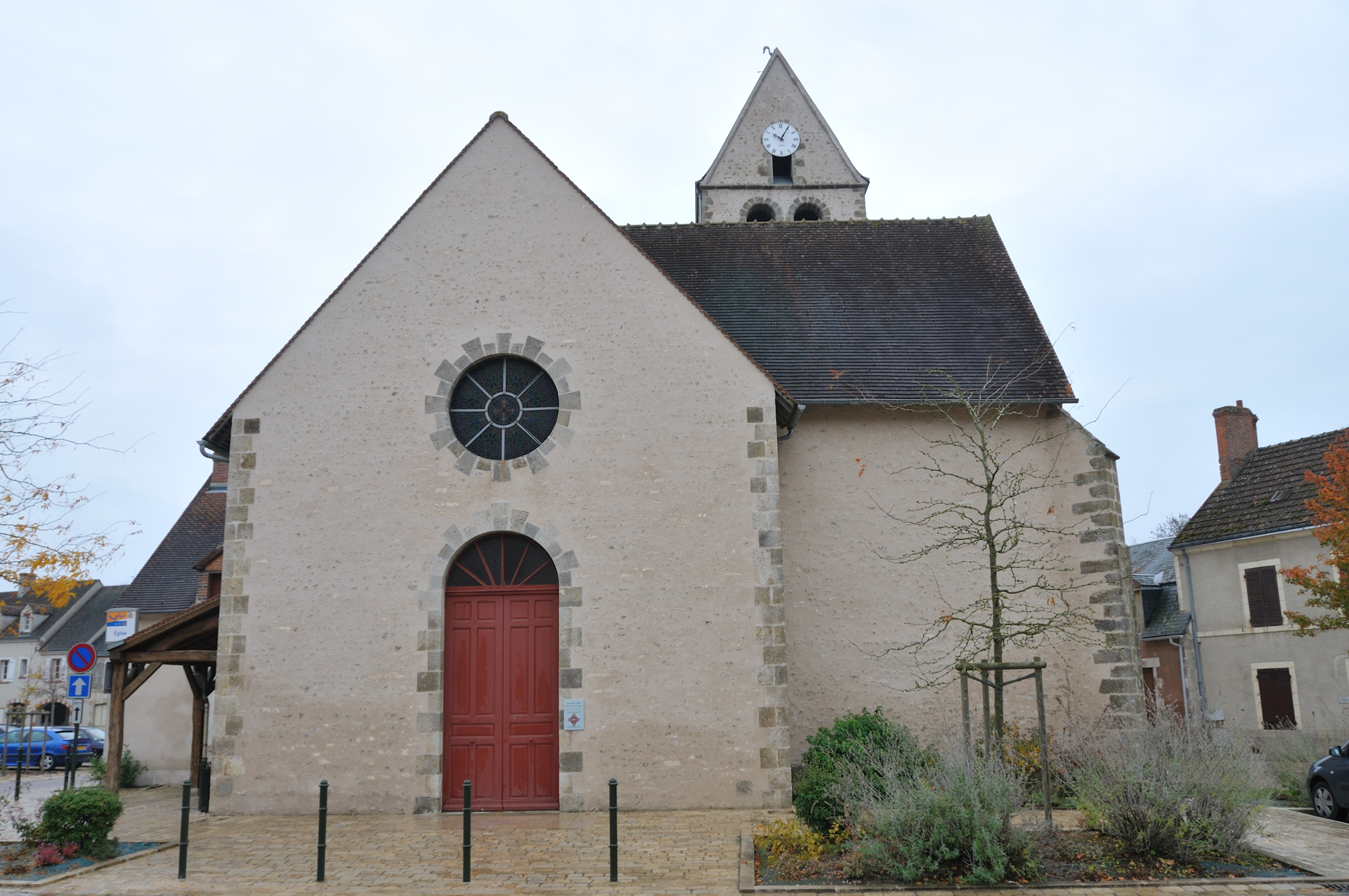
Kirche Saint-Étienne

## Partnergemeinde
Donnery unterhält seit 1988 eine partnerschaftliche Beziehung zu Wiesenbach in Baden-Württemberg.